# Rik Kenton
Rik Kenton (Londra, 31 ottobre 1945) è un bassista e compositore britannico.

## Carriera
Attivo fin dagli anni sessanta, è stato membro dei Roxy Music e, a partire dal 1982, della pop band Savage Progress.

## Discografia solista
- Bungalow Love, 1984
- The Libertine, 1976